# アオノツガザクラ
アオノツガザクラ（青の栂桜、Phyllodoce aleutica）はツツジ科ツガザクラ属の常緑小低木。高山植物。

## 特徴
茎は地を這い、よく分枝する。茎の上部が斜上し、高さは10-30cmになる。葉は密に互生し、線形で、長さ8-14mm、幅1.5mmになり、縁には微小な鋸歯がある。
花期は7-8月。枝先に4-10個の花を下向きにつける。花柄は細く、長さ1.5-2cmになり、微毛と腺毛が生える。萼片は広披針形で緑色になり、長さ4-5mmになり、花冠の半ばまでに達し、背面下部に腺毛が生える。花冠は淡い黄緑色で、長さ6-7mmの壷型になり、すぼまった先端が浅く5裂する。果実は長さ4mmの蒴果となり、上を向く。
名前は青っぽい花をつけるツガザクラという意味である。

## 分布と生育環境
日本では、北海道から本州中部地方以北に分布し、高山帯の雪渓わきなどの適度に湿り気のある岩場や草地に生育する。しばしば群生する。アジア、アメリカでは、千島、樺太、カムチャツカ、アラスカに分布する。基準標本はアシューシャンのもの。
秋田県の準絶滅危惧の種に指定されている。

## 近縁種
アオノツガザクラとエゾノツガラクザが混在する北海道の地域などでは、両者で交配が行われ様々な段階の雑種が見られる。
- ツガザクラ（栂桜 Phyllodoce nipponica）
- エゾノツガザクラ（蝦夷の栂桜 Phyllodoce caerulea）

## 関連画像

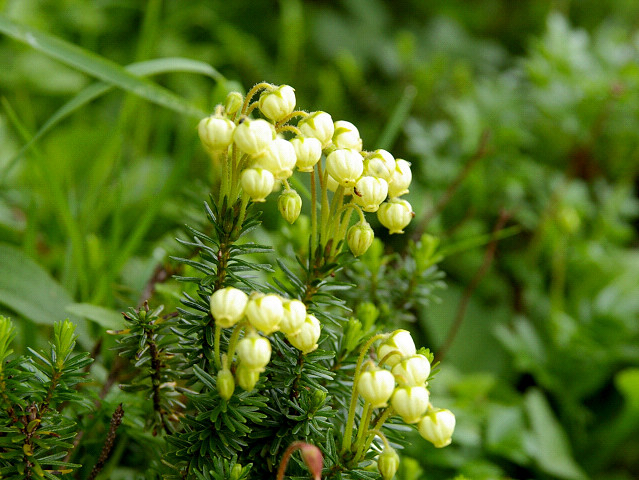
長野県穂高岳・2006年8月撮影
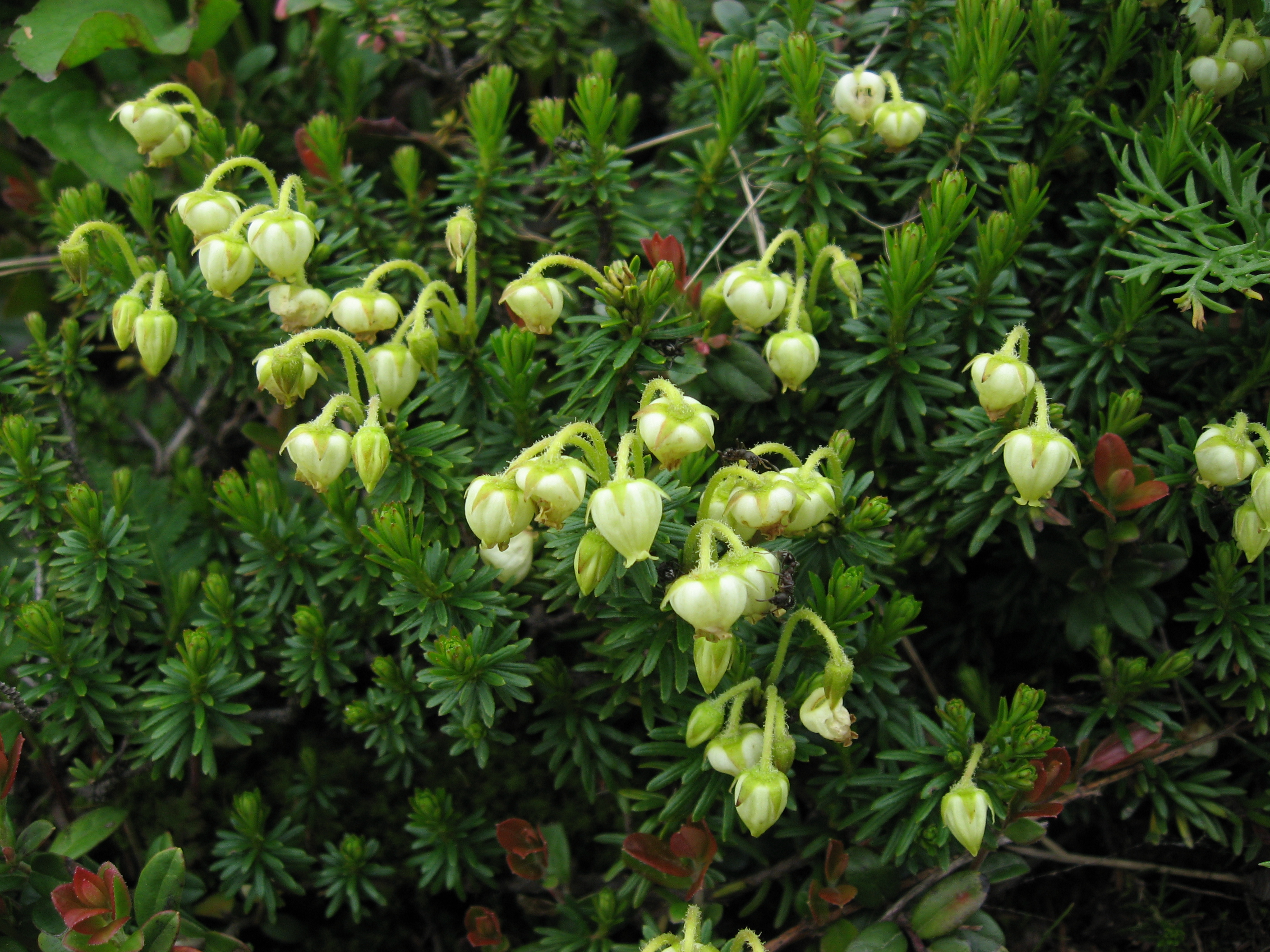
アオノツガザクラ 南ア・北岳 2007年8月
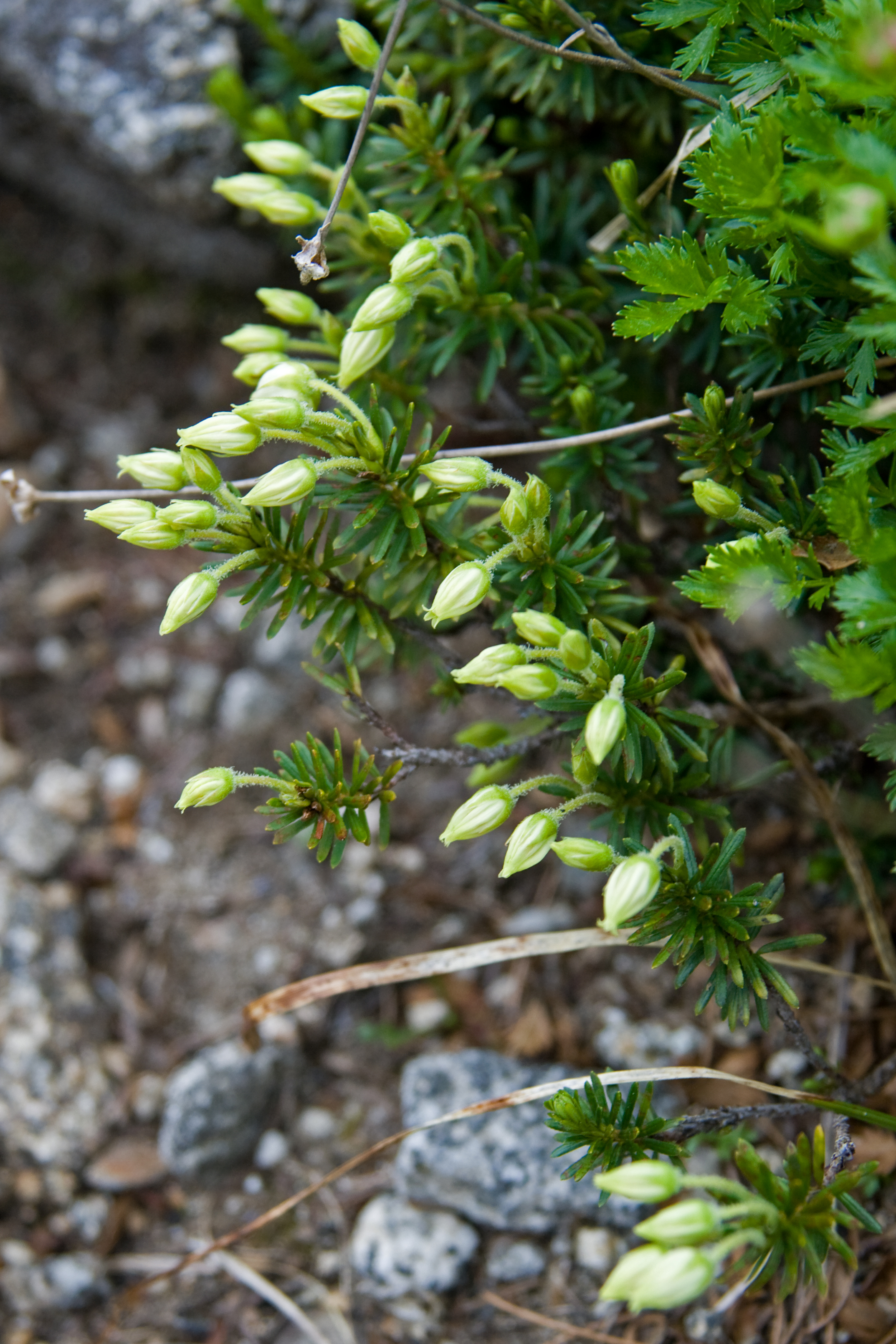
つぼみ 中ア・空木平 2008年7月
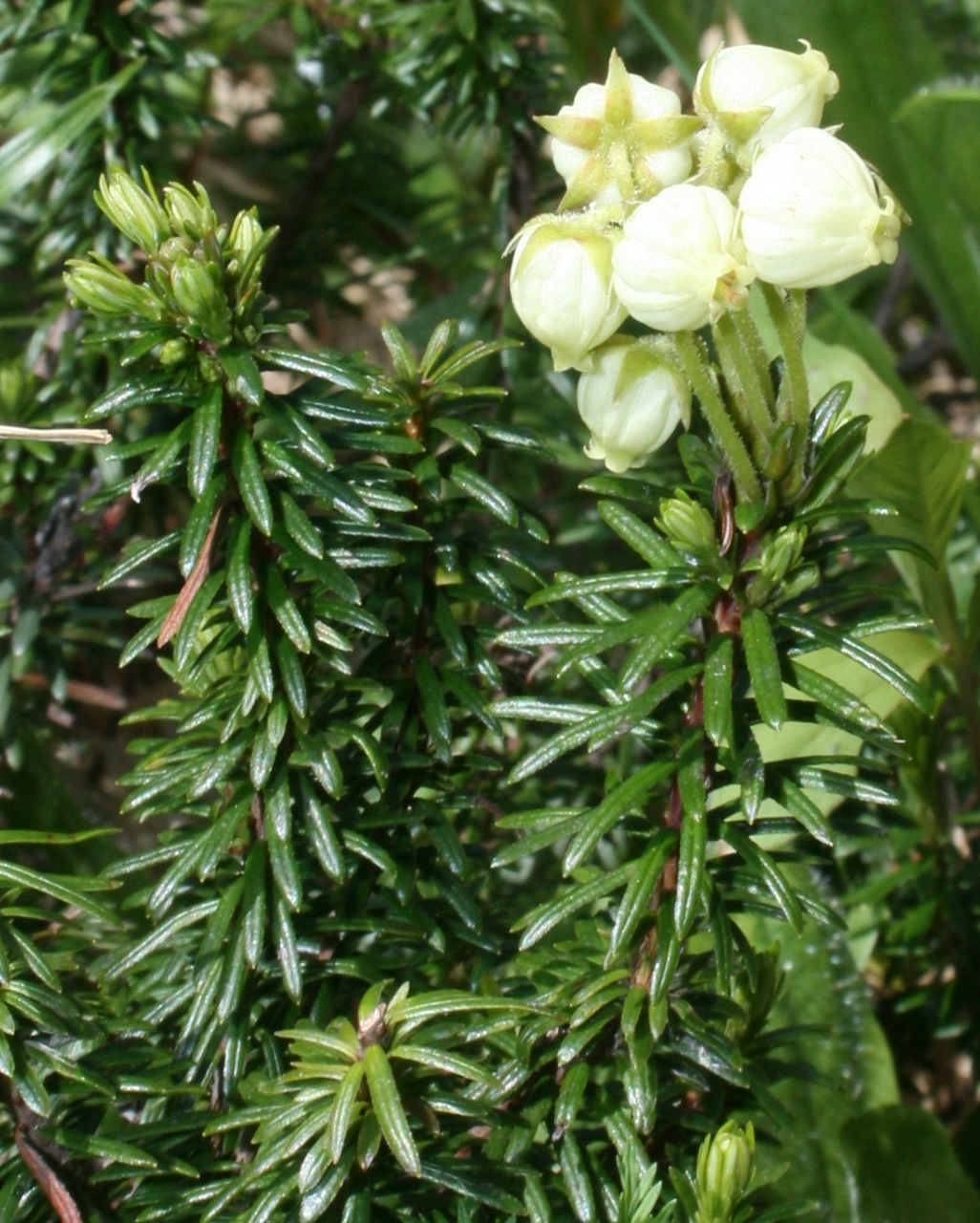
花は下を向く 白山 2011年7月
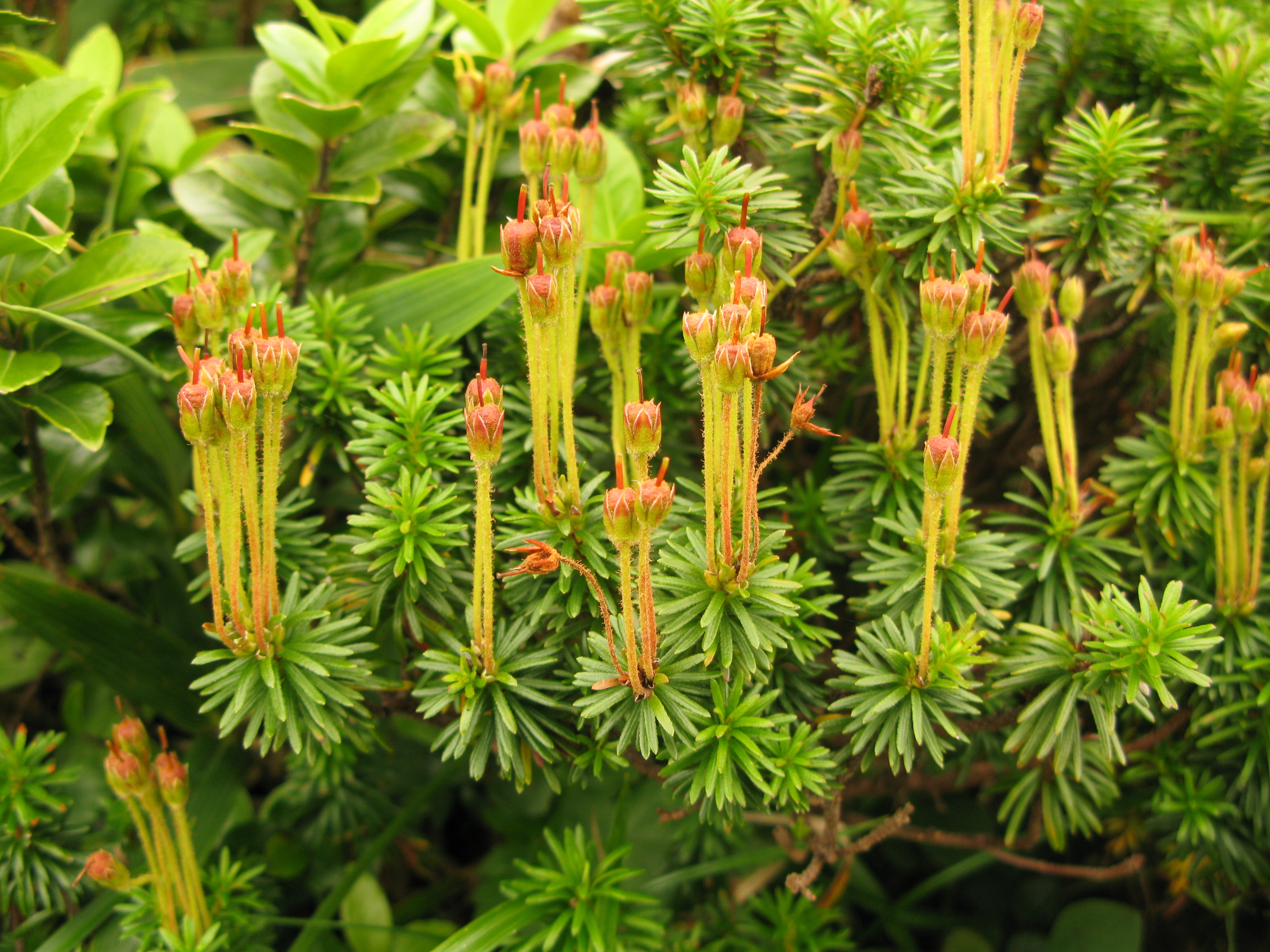
果実は上を向く 西吾妻山 2009年8月